# Phyllastrephus albigula
Phyllastrephus albigula là một loài chim trong họ Pycnonotidae.